# Triumvirat (Dominikanska republiken 1963-1965)
Detta är en lista över det Triumvirat som styrde Dominikanska republiken 26 september 1963-25 april 1965.
| Namn                             | Ämbetsperiod                      |
| -------------------------------- | --------------------------------- |
| Emilio de los Santos             | 26 september – 22 december 1963   |
| Manuel Enrique Tavares Espaillat | 26 september 1963 – 25 april 1965 |
| Ramón Tapia Espinal              | 26 september 1963 – 25 april 1965 |
| Donald Reid Cabral               | 29 december 1963 – 25 april 1965  |